# Ciąg dokładny
Niech {\displaystyle \{G_{i}\}} będzie ciągiem grup oraz {\displaystyle \varphi _{i}\colon G_{i}\to G_{i+1}} – ciągiem homomorfizmów:
{\displaystyle \ldots \xrightarrow {\varphi _{n-1}} \,G_{n}\,\xrightarrow {\varphi _{n}} \,G_{n+1}\,\xrightarrow {\varphi _{n+1}} \ldots }
Ten ciąg grup i homomorfizmów nazywamy ciągiem dokładnym, jeśli obraz każdego homomorfizmu jest równy jądru następnego homomorfizmu:
{\displaystyle \mathrm {im} \,\varphi _{n}=\ker \,\varphi _{n+1}},
gdzie:
{\displaystyle \mathrm {im} \,\varphi _{n}=\{\varphi (g):g\in G_{n}\},}
{\displaystyle \ker \,\varphi _{n+1}=\{g\in G_{n+1}:\varphi (g)=e_{n+2}\},}
{\displaystyle e_{n}} jest elementem neutralnym grupy {\displaystyle G_{n}.}
Ciągi dokładne określa się także dla innych niż grupy struktur algebraicznych, na przykład dla modułów, jeśli są one grupami ze względu na jedno z działań.

## Kategorie abelowe
Ciąg
{\displaystyle \ldots \xrightarrow {\alpha _{n-1}} \,A_{n}\,\xrightarrow {\alpha _{n}} \,A_{n+1}\,\xrightarrow {\alpha _{n+1}} \,A_{n+2}\,\dots }
obiektów kategorii abelowej {\displaystyle {\mathfrak {A}}} i morfizmów {\displaystyle \alpha _{n},} takich że
{\displaystyle \mathrm {Ker} \,\alpha _{n+1}=\mathrm {Im} \,\alpha _{n}}
jest nazywany ciągiem dokładnym.

## Przykłady
- Niech {\displaystyle \mathrm {1} } oznacza grupę trywialną (składającą się tylko z elementu neutralnego). Wtedy dokładność ciągu:

{\displaystyle \mathrm {1} \to G{\xrightarrow {\varphi }}H} oznacza, że {\displaystyle \varphi } jest monomorfizmem, bo {\displaystyle \ker \,\varphi =1,} gdzie 1 jest elementem neutralnym grupy {\displaystyle H,}
{\displaystyle G{\xrightarrow {\varphi }}H\to \mathrm {1} } oznacza, że {\displaystyle \varphi } jest epimorfizmem, bo {\displaystyle \mathrm {im} \,\varphi =H,}
{\displaystyle \mathrm {1} \to G{\xrightarrow {\varphi }}H\to \mathrm {1} } oznacza, że {\displaystyle \varphi } jest izomorfizmem, co wynika z dwóch poprzednich przykładów.
- Niech grupa {\displaystyle G} zawiera nietrywialną podgrupę normalną {\displaystyle G_{0}.} Wtedy ciąg dokładny

{\displaystyle 1\to G_{0}\to G\to G_{1}\to 1}
nazywa się rozszerzeniem grupy {\displaystyle G_{1}} za pomocą grupy {\displaystyle G_{0}.} Badanie rozszerzeń grupy sprowadza się do badania grup: podgrupy {\displaystyle G_{0}} oraz faktorgrupy {\displaystyle G_{1}=G/G_{0}}.
- Kompleks łańcuchowy

{\displaystyle \ldots \leftarrow K_{n-1}\xleftarrow {\partial _{n}} K_{n}\xleftarrow {\partial _{n+1}} K_{n+1}\leftarrow \ldots }
jest dokładny wtedy i tylko wtedy, gdy dla każdego {\displaystyle n} spełniona jest równość
{\displaystyle \ker(\partial _{n})=\operatorname {im} (\partial _{n+1}),}
to znaczy, gdy dla wszystkich {\displaystyle n} zachodzi równość {\displaystyle H_{n}K=0.}
Zatem homologie można interpretować jako miarę odchylenia kompleksu od dokładności. Kompleks dokładny nazywany jest kompleksem acyklicznym (nie ma w nim żadnych cykli poza brzegami).
- Dla przekształcenia łańcuchowego {\displaystyle f\colon K_{\bullet }\to L_{\bullet }} kategorii {\displaystyle \partial {\mathcal {AG}}} kompleksy {\displaystyle L_{\bullet },} stożek {\displaystyle Cf_{\bullet }} i zawieszenie {\displaystyle K_{\bullet }^{+}} ze sobą związane krótkim ciągiem dokładnym:

{\displaystyle 0\to L_{\bullet }{\xrightarrow {\iota }}Cf_{\bullet }{\xrightarrow {\kappa }}K_{\bullet }^{+}\to 0,}
gdzie {\displaystyle \iota y=(y,0)} i {\displaystyle \kappa (y,x)=x.}